# Tupelo (Misisipi)
Tupelo (pronunciación inglesa: /ˈtʲuːpəlʲoʊ/) es la ciudad más grande del condado de Lee, Misisipi, Estados Unidos. Es la octava ciudad más grande en el estado de Misisipi, estando a continuación de la ciudad de Meridian. La zona de Tupelo, específicamente la población cercana de Blue Springs, fue seleccionada durante la primavera de 2007 como el sitio de Toyota de Estados Unidos para asentar su undécima planta de fabricación de automóviles. En el 2020 la ciudad tenía una población de 37 923 habitantes. En 2007, la población era de 36 058 habitantes, con una población de la zona metropolitana de 132 245 personas, abarcando los condados de Lee, Pontotoc e Itawamba. La ciudad, que es conocida como la cuna de Elvis Presley, está situada en el noreste de Misisipi y se encuentra entre Memphis (Tennessee), y Birmingham (Alabama), a lo largo de la autopista 78 de Estados Unidos.

## Historia
La ciudad fue originalmente llamada Gum Pond (Estanque de goma) antes de la guerra civil estadounidense, supuestamente debido al elevado número de árboles tupelo (Nyssa sylvatica), conocidos localmente como blackgum, que crecen en la zona. La ciudad sigue siendo sede del Festival Tupelo de las Artes cada año. En la etapa posterior a la era de la Guerra Civil, Tupelo se convirtió en el sitio norte de Misisipi para el cruce de una vía férrea, que congregó a la industria de la ciudad, se establece como el centro de comercio en la zona norte del estado. Una vez que la ciudad comenzó a crecer, tuvo el nombre de Tupelo, tomado  de una pequeña batalla de la Guerra Civil que se produjo en el lugar. Ese sitio está designado como el Campo de Batalla Nacional de Tupelo. La batalla de Tupelo, a su vez, toma el nombre de los árboles de tupelo de la zona. Tupelo se incorporó en 1870 con una población de 618 habitantes.

## Clima
| Parámetros climáticos promedio de Tupelo, Mississippi (Tupelo Regional Airport), (normales 1991–2020, extremos 1930––presente) | Parámetros climáticos promedio de Tupelo, Mississippi (Tupelo Regional Airport), (normales 1991–2020, extremos 1930––presente) | Parámetros climáticos promedio de Tupelo, Mississippi (Tupelo Regional Airport), (normales 1991–2020, extremos 1930––presente) | Parámetros climáticos promedio de Tupelo, Mississippi (Tupelo Regional Airport), (normales 1991–2020, extremos 1930––presente) | Parámetros climáticos promedio de Tupelo, Mississippi (Tupelo Regional Airport), (normales 1991–2020, extremos 1930––presente) | Parámetros climáticos promedio de Tupelo, Mississippi (Tupelo Regional Airport), (normales 1991–2020, extremos 1930––presente) | Parámetros climáticos promedio de Tupelo, Mississippi (Tupelo Regional Airport), (normales 1991–2020, extremos 1930––presente) | Parámetros climáticos promedio de Tupelo, Mississippi (Tupelo Regional Airport), (normales 1991–2020, extremos 1930––presente) | Parámetros climáticos promedio de Tupelo, Mississippi (Tupelo Regional Airport), (normales 1991–2020, extremos 1930––presente) | Parámetros climáticos promedio de Tupelo, Mississippi (Tupelo Regional Airport), (normales 1991–2020, extremos 1930––presente) | Parámetros climáticos promedio de Tupelo, Mississippi (Tupelo Regional Airport), (normales 1991–2020, extremos 1930––presente) | Parámetros climáticos promedio de Tupelo, Mississippi (Tupelo Regional Airport), (normales 1991–2020, extremos 1930––presente) | Parámetros climáticos promedio de Tupelo, Mississippi (Tupelo Regional Airport), (normales 1991–2020, extremos 1930––presente) | Parámetros climáticos promedio de Tupelo, Mississippi (Tupelo Regional Airport), (normales 1991–2020, extremos 1930––presente) |
| Mes | Ene. | Feb. | Mar. | Abr. | May. | Jun. | Jul. | Ago. | Sep. | Oct. | Nov. | Dic. | Anual |
| --- | --- | --- | --- | --- | --- | --- | --- | --- | --- | --- | --- | --- | --- |
| Temp. máx. abs. (°C) | 26.7 | 30.6 | 31.7 | 33.9 | 37.8 | 42.2 | 42.8 | 42.2 | 40 | 35.6 | 31.1 | 27.2 | 42.8 |
| Temp. máx. media (°C) | 11.8 | 14.3 | 19.1 | 23.8 | 28.2 | 31.9 | 33.5 | 33.3 | 30.4 | 24.7 | 17.9 | 13.1 | 23.5 |
| Temp. media (°C) | 6.3 | 8.5 | 12.8 | 17.4 | 22.1 | 26.2 | 27.9 | 27.6 | 24.2 | 18 | 11.7 | 7.7 | 17.6 |
| Temp. mín. media (°C) | 0.9 | 2.7 | 6.5 | 10.9 | 16.1 | 20.4 | 22.4 | 21.8 | 17.9 | 11.3 | 5.4 | 2.4 | 11.6 |
| Temp. mín. abs. (°C) | -25.6 | -19.4 | -13.9 | -5 | -1.1 | 6.1 | 10 | 10.6 | 1.7 | -4.4 | -13.3 | -19.4 | -25.6 |
| Precipitación total (mm) | 122.4 | 134.4 | 136.4 | 140 | 132.6 | 127.3 | 114.3 | 103.4 | 90.7 | 100.6 | 113.8 | 150.9 | 1466.6 |
| Nevadas (cm) | 1.5 | 1.5 | 0.5 | 0 | 0 | 0 | 0 | 0 | 0 | 0 | 0 | 0.3 | 3.8 |
| Días de precipitaciones (≥ 0.2 mm)                                                                                             | 10.6 | 10.8 | 11.8 | 9.8 | 10.3 | 10.2 | 9.7 | 8.9 | 6.1 | 7.6 | 9.0 | 10.8 | 115.0 |
| Días de nevadas (≥ 0.2 cm) | 0.6 | 0.4 | 0.3 | 0.0 | 0.0 | 0.0 | 0.0 | 0.0 | 0.0 | 0.0 | 0.0 | 0.2 | 1.5 |
| Fuente: NOAA | | | | | | | | | | | | | |

## Demografía
Los ingresos medios por hogar en la localidad son de 38 401 $. Los hombres tienen unos ingresos medios de 35 027 $ frente a los 23 988 $ de las mujeres. La renta per cápita para la localidad es de 22 024 $.

## Personajes célebres
Elvis Presley nació en Tupelo en 1935. Hay una estatua de bronce de tamaño de "Elvis a los 13 años" del escultor Michiel Van der Sommen cerca de la pequeña casa de madera donde nació Elvis (que está abierta al público). El festival anual de Elvis Presley se celebra a principios de junio y atrae a los amantes de la música de todo el mundo. Muy cerca se encuentra Johnnie's Drive-in, un restaurante local que fue frecuentado por el cantante, y que tiene varios elementos en el menú que se refieren a él. Tupelo ha recibido un marcador "Mississippi Blues Trail" como la conmemoración de un sitio en el Mississippi Blues Trail por ser el lugar de nacimiento de Elvis Presley. Cabe destacar que el dúo de hermanos Rae Sremmurd también nació en dicha ciudad, al igual que el DJ y productor musical Diplo.